# Omega Phoenicis
Omega Phoenicis (ω Phoenicis) é uma estrela na constelação de Phoenix. Tem uma magnitude aparente visual de 6,10, sendo visível a olho nu em excelentes condições de visualização. De acordo com sua paralaxe medida pela sonda Gaia, está a uma distância de 407 anos-luz (125 parsecs) da Terra. Um componente do disco fino da Via Láctea, possui uma velocidade espacial, em relação ao sistema local de repouso, de (U, V, W) = (6, 11, -9) km/s.
Esta estrela é uma gigante de classe K ou G com um tipo espectral de G8/K0III, o que indica que é uma estrela evoluída que já abandonou a sequência principal. A partir da média de diferentes modelos de evolução estelar, estima-se que tenha uma massa de cerca de 2 vezes a massa solar e uma idade de 1,8 bilhões de anos. Esta estrela expandiu-se para um raio de 13 vezes o raio solar e está brilhando com 54 vezes a luminosidade solar, com uma temperatura efetiva de 5 120 K. Sua metalicidade, a abundância de elementos além de hidrogênio e hélio, é um pouco maior que a do Sol, com uma proporção de ferro equivalente a 112% da solar. A abundância de outros metais é similar, com apenas titânio ionizado e cobalto possuindo abundâncias menores que a do Sol.